# Joanna Connor
Joanna Connor (31 de agosto de 1962) es una cantautora de blues y virtuosa guitarrista residente en Chicago, Estados Unidos.
Connor nació en Brooklyn, Nueva York y creció en Worcester, Massachusetts. Después de trasladarse a Chicago en 1984 se ha situado en la escena blues de Chicago compartiendo escenario con James Cotton, Junior Wells, Buddy Guy y A.C. Reed. En 1987 funda su propia banda y graba su primer álbum para Blind Pig Records en 1989.
Connor destaca por su habilidad en el instrumento. A pesar de que se ha convertido en una consumada cantante con el tiempo, su primera dedicación fue tocar la guitarra y se nota en sus shows en vivo y en sus grabaciones.
Connor creció en la década de 1970 cuando el rock and roll estaba en la portada de todos los medios de comunicación. Se benefició de la gran colección de grabaciones de blues y jazz de su madre y de la asistencia a conciertos de gente como Taj Mahal, Bonnie Raitt, Ry Cooder y Buddy Guy.
Connor consiguió su primera guitarra a los siete años. Cuando tenía 16 años comenzó a cantar en bandas Worcester y cuando tenía 22 años, se trasladó a Chicago. Allí empezó con el grupo de Johnny Littlejohn, antes de ser requerida por Dion Payton para unirse a su grupo la 43 Street Blues Band. Actúa con Payton en el Festival de Blues de Chicago 1987. Poco después en ese mismo año ya estaba lista para fundar su propia banda.
Después de su álbum de debut en 1989 para el sello Blind Pig, Believe It!, empezó a actuar regularmente con su banda en los clubes de Chicago y en clubes y festivales de todo los EE. UU., Canadá y Europa. Otros de sus álbumes incluyen Fight de 1992 por Blind Pig (el título de una canción Luther Allison), Living on the Road (1993) y Rock and Roll Gypsy (1995), estos dos últimos para el sello Ruf Records. Slidetime en Blind Pig seguido en 1998 Nothing But The Blues, una grabación en vivo de un show de 1999 en Alemania, apareció en el sello alemán Inakustik en 2001. 
En 2002, Connor dejó Blind Pig Records y firmó un contrato de registro con la etiqueta independiente M.C. Records. Su primer lanzamiento para su nueva etiqueta, The Joanna Connor Band representa un intento de llegar a un público más convencional.
Connor se ha convertido en una compositora de temas de blues reconocida. Su talento como compositora está fuertemente influenciado por grandes figuras como Luther Allison.

## Discografía
- 1989 Believe It!
- 1992 Fight
- 1993 Living On The Road (live album)
- 1995 Rock & Roll Gypsy
- 1996 Big Girl Blues
- 1998 Slidetime
- 2001 Nothing But The Blues (live)
- 2002 The Joanna Connor Band
- 2003 Mercury Blues[2]
- 2010 Live 24 (live at Kingston Mines)
- 2016 Six String Stories
- 2019 Rise
- 2021 4801 South Indiana Avenue